# Playa de la Gola (Isla Cristina)
La Playa de la Gola es una playa urbana de la localidad onubense de Isla Cristina, en el suroeste de España.
Se localiza junto al espigón de levante, al sur del puerto deportivo, junto al barrio del Cantil e inmediatamente después de la playa del Cantil, separadas por el espigón de levante.

## Entorno

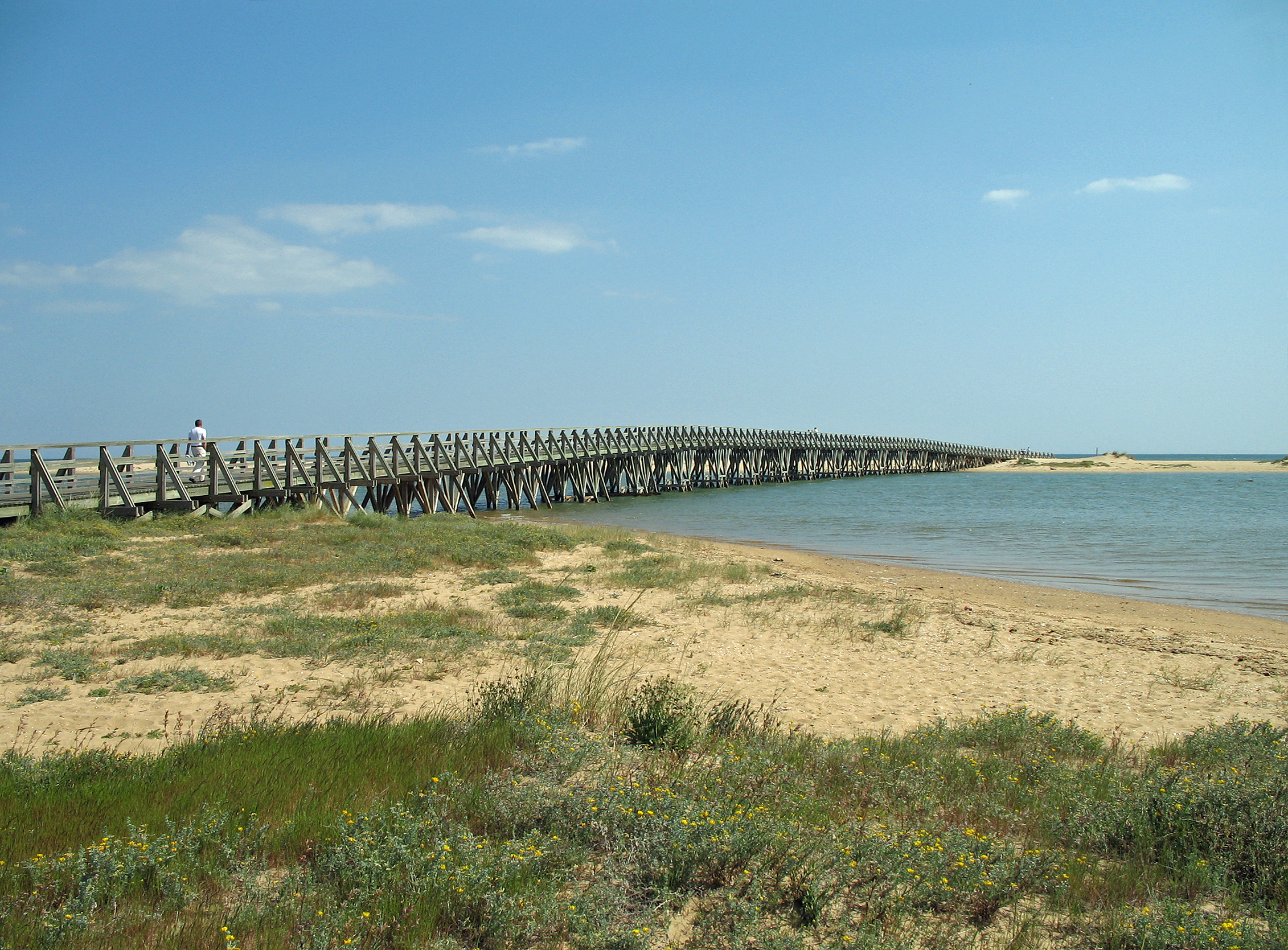
Puente de la Gola

Se localiza en el límite sur del caso urbano de Isla Cristina, en una zona protegida por una lengua de arena, la playa de la Gaviota, gracias a la cual no hay olas ni tanto riesgo de medusas o peces venenosos. Al oeste está protegida por el digue de levante, que permite mantener el calado del puerto. Al este la cruza un puente de madera que permite el acceso a las playas de la Punta y de la Gaviota. La playa se encuentra en el paraje natural Marismas de Isla Cristina, por lo tanto es una zona de protección ecológica.
Se pueden ver cangrejos en la zona de rocas junto al dique y con suerte ver cómo las gaviotas se alimentan de ellos; entre la playa y el paseo marítimo hay una zona de matorral, las dunas están ausentes. La pesca está prohibida al igual que el marisqueo o la extracción de animales de su entorno. Al estar en la zona protegía del paraje natural se debe prestar especial atención en su cuidado.
Al ser una zona de agua medianamente embalsada por la lengua de arena y el dique, suele estar algo más caliente que la del Atlántico y al no drenar bien, salvo por una zona de fuertes corrientes durante las mareas entre la lengua de arena en la playa de la Gaviota y el dique, suele no estar tan limpia como en playas de mar abierto. Este "estanque", conocido a veces por los windsurfistas como "la piscina", suele aprovecharse por los que se inician en el windsurf para aprender, debido a la calma de sus aguas.
La ruta de las puestas de sol que hay a lo largo de los muelles de poniente sigue hasta esta playa, siendo verdaderamente impresionantes, ya que por la posición el sol en buena parte del año, acaba cayendo entre el mar y la tierra con tonos rojizos.

## Servicios
No existen servicios de playa como duchas o hamacas, salvo las duchas junto al puente de la Punta en el extremo este. En el barrio hay algunas terrazas y cafeterías, sobre todo en la zona del Cantil, en torno al edificio Faro. El paraje en sí es bastante pintoresco, aunque aparte de éste, el visitante tiene pocas posibilidades.

## Instalaciones y actividades
En la zona urbana detrás del paseo marítimo hay varios bares y cafeterías, un centro de buceo y en el puerto deportivo cercano hay un establecimiento de motos de agua y al menos un restaurante muy recomendable. Las terrazas del edificio Faro, la construcción más reseñable de las inmediaciones, suelen animarse por las tardes.
El ayuntamiento de la ciudad crea anualmente actividades que incluyen esta playa para hacer concursos infantiles. Suelen coincidir con fiestas marineras como las del Carmen o a veces otras patronales como las fiestas del Rosario o de la virgen del Mar, de la barriada que la rodea.